# Katy Hudson (álbum)
Katy Hudson é o álbum de estreia da cantora e compositora estadunidense Katy Hudson, que mais tarde veio a adotar o nome artístico Katy Perry. Lançado a 6 de março de 2001 pela Red Hill Records, o disco possui elementos musicais de rock cristão e música cristã contemporânea.
Aos 15 anos de idade, Katy mudou-se para Nashville e foi ensinada a tocar guitarra por algumas pessoas relacionadas à música country, em troca de gravar alguns demos tapes para eles. Ainda com 15 anos, ela escreveu quatro canções do disco e co-escreveu todas as demais faixas musicais do álbum.
O site TheFish.com comentou sobre o álbum gospel e disse: "suas habilidades para compor canções são tão fortes, é difícil de acreditar que ela tem apenas 15 anos e que tinha 14 quando compôs a maioria destas canções". O site Amazon certificou o álbum com 3.9 estrelas (), baseando-se em 35 críticas.
A produção e distribuição do álbum foi cancelada quando a gravadora Red Hill Records faliu no final de 2001. Como Katy Hudson foi lançado quando a cantora ainda não adotara o sobrenome pseudônimo "Perry", seu trabalho seguinte - intitulado One of the Boys - ficou conhecido como seu primeiro disco.
O disco foi lançado no iTunes em 1 de Junho de 2012 por tempo limitado, 11 anos após seu lançamento oficial.

## Antecedentes e produção
Antes do lançamento do álbum, Hudson tinha assinado com a gravadora cristã Red Hill Records. Após o lançamento, a cantora havia criado seu site com o mesmo nome, falando sobre seu álbum e promovendo-o. A produção e distribuição do álbum acabaram após a Red Hill falir no final de 2001.

## Singles
"Trust In Me" foi lançado como o primeiro single do álbum. Foi lançado em 6 de março de 2001. A canção recebeu críticas positivas de críticos musicais, mas não se posicionou em nenhuma parada musical.
"Naturally" foi lançado em duas versões - a versão do álbum e a vKatsbarnea.jpgersão single - porém também não foi localizado em nenhuma parada musical.

## Estilo
O álbum contém canções de estilo cristão e pop rock, enquanto também traz influências de rock. O álbum também tem um lado agressivo, como Hudson mostra em "Piercing".

## Recepção
O álbum recebeu uma crítica favorável de Russ Breimeier da "Christianity Today", que elogiou a voz de Hudson e suas composições e disse: "Um talento notável de uma jovem emergente, uma compositora talentosa que certamente vai longe neste negócio".
Stephen Thomas Erlewine do "Allmusic" deu-lhe uma crítica favorável. Ele elogiou as composições, principalmente comparando-as com obras de Alanis Morissette.

## Lista de faixas
Créditos extraídos de Katy Hudson liner notes.
| N.º            | Título                      | Producer(s)    | Duração |  |
| 1.             | "Trust in Me"               | Otto Price     | 4:46    |  |
| 2.             | "Piercing"                  | Collier        | 4:06    |  |
| 3.             | "Search Me"                 | Collier        | 5:00    |  |
| 4.             | "Last Call"                 | David Browning | 3:07    |  |
| 5.             | "Growing Pains"             | Browning       | 4:05    |  |
| 6.             | "My Own Monster"            | Browning       | 5:25    |  |
| 7.             | "Spit"                      | Price          | 5:10    |  |
| 8.             | "Faith Won't Fail"          | Price          | 5:14    |  |
| 9.             | "Naturally"                 | Browning       | 4:33    |  |
| 10.            | "When There's Nothing Left" | Browning       | 6:45    |  |
| 11.            | "Naturally (Demo Version)"  | Browning       | 5:12    |  |
| Duração total: | Duração total:              | Duração total: | 53:23   |  |